# Club Deportivo Carranque
El Club Deportivo Carranque fue un equipo de fútbol español de la localidad de Carranque (Toledo). Fue fundado en 1999 y hasta 2009 jugó en las divisiones regionales de su comunidad autónoma. En ese año ascendió a Tercera División, quedando décimo en su primera campaña.

Tras finalizar la temporada 2011-12 el equipo desapareció.

## Temporadas
| Temporada | División           | Lugar | Copa del Rey |
| --------- | ------------------ | ----- | ------------ |
| 1999/00   | 2ª Div.Aut.        | 5º    |              |
| 2000/01   | 2ª Div.Aut.        | 3º    |              |
| 2001/02   | 2ª Div.Aut.        | 3º    |              |
| 2002/03   | 2ª Div.Aut.        | 12º   |              |
| 2003/04   | 2ª Div.Aut.        | 4º    |              |
| 2004/05   | 2ª Div.Aut.        | 2º    |              |
| 2005/06   | 2ª Div.Aut.        | 3º    |              |
| 2006/07   | 2ª Div.Aut.        | 6º    |              |
| 2007/08   | 1ª Div. Autonómica | 1º    |              |
| 2008/09   | Primera Preferente | 1º    |              |
| 2009/10   | Tercera División   | 10º   |              |
| 2010/11   | Tercera División   | 16º   |              |
| 2011/12   | Tercera División   | 19º   |              |